# Ali Idow Hassan
Ali Idow Hassan (arabisch علي إيدو حسين; * 1. Juli 1998 in Mogadischu) ist ein somalischer Leichtathlet, der sich auf den Mittelstreckenlauf spezialisiert hat. 

## Sportliche Laufbahn
Erste Erfahrungen bei internationalen Meisterschaften sammelte Ali Idow Hassan im Jahr 2015, als er bei den Afrikaspielen in Brazzaville in 3:56,78 min den zwölften Platz im 1500-Meter-Lauf belegte. 2017 belegte er bei den Islamic Solidarity Games in Baku in 3:54,51 min den siebten Platz und im Jahr darauf schied er bei den Afrikameisterschaften in Asaba in der Vorrunde aus. 2021 nahm er dank einer Wildcard an den Olympischen Sommerspielen in Tokio teil und schied dort mit 3:43,96 min in der ersten Runde aus. Im Jahr darauf schied er bei den Afrikameisterschaften in Port Louis im 800-Meter-Lauf mit 1:49,24 min im Halbfinale aus und anschließend belegte er bei den Islamic Solidarity Games in Konya in 1:49,93 min den siebten Platz. 2023 gewann er bei den Arabischen Meisterschaften in Marakesch in 3:46,84 min die Bronzemedaille über 1500 Meter hinter den Marokkanern Abdelatif Sadiki und Hicham Akankam. Anschließend wurde er bei den World University Games in Chengdu im Vorlauf über 800 Meter disqualifiziert und gelangte über 1500 Meter mit 3:43,47 min auf den neunten Platz. Im Jahr darauf belegte er bei den Afrikameisterschaften in Douala in 1:48,37 min den siebten Platz über 800 Meter und gelangte mit 3:42,57 min auf Rang sechs über 1500 Meter. Anschließend schied er bei den Olympischen Sommerspielen in Paris in der ersten Runde aus.

## Persönliche Bestzeiten
- 800 Meter: 1:46,40 min, 22. Juni 2024 in Douala
- 1500 Meter: 3:40,20 min, 3. Mai 2024 in Dubai